# Charles Judson Herrick
C. Judson Herrick (ur. 6 października 1868 w Minneapolis, zm. 29 stycznia 1960) – amerykański neurolog i neuroanatom, redaktor „Journal of Comparative Neurology”.

## Wybrane prace
- Morphogenesis of the brain, „Journal of Morphology”, 54 (2), 1933, s. 233–258, DOI: 10.1002/jmor.1050540202, ISSN 1097-4687.
- On the centers for taste and touch in the medulla oblongata of fishes, „Journal of Comparative Neurology and Psychology”, 16 (6), 1906, s. 403–439, DOI: 10.1002/cne.920160603, ISSN 1550-7149.